# Alberik Mazak
Alberik Mazak o Mazák, in tedesco Alberich Mazak (Racibórz, 1609 – Vienna, 9 maggio 1661) è stato un presbitero e compositore ceco.

## Biografia
Mazak nacque a Racibórz in Slesia, dove all'epoca viveva una popolazione etnicamente mista, poiché la regione fu assoggettata in periodi diversi alla corona ceca, alla Prussia e alla Polonia. Il ceco era la lingua localmente più parlata e la maggior parte degli autori cita Alberik Mazak come compositore ceco o compositore austriaco di origine ceca. Nelle cronache del monastero è menzionato come Silesius, slesiano. 
Nel 1630 entrò nell'abbazia cistercense di Heiligenkreuz vicino a Vienna. Un anno dopo emise i voti religiosi e nel 1633 fu ordinato presbitero. Insegnava nel monastero, suonava l'organo e dirigeva il coro della chiesa. Dal 1639 al 1640 fu segretario dell'abate. Sebbene vivesse in convento, le sue composizioni varcarono oltre i confini dell'abbazia. Nel 1639, l'imperatore Ferdinando III, lui stesso un abile musicista, visitò il monastero. Il motivo principale della sua visita fu probabilmente un incontro con il compositore. Mazak gli dedicò tre delle sue composizioni (un'Ave Maria, il Salmo 19 Exaudiat te Dominus e il Salmo 141 Voce mea ad Dominum clamavi). Il compositore ricevette una ricompensa di 20 fiorini e la cappella imperiale fu incaricata di eseguirli.
Nel 1654 si dimise dalla carica di cantore per motivi di salute. Morì nel 1661 dopo un intervento chirurgico per i calcoli urinari. Fu sepolto nel cimitero cistercense di Vienna.
Nonostante sia vissuto lontano dal mondo, portò nuovi stimoli musicali dall'Italia all'Austria con le sue composizioni. Fino ad allora, nei monasteri cistercensi venivano eseguiti solo canti monofonici. La polifonia vocale incominciò ad emergere alla fine del XVI secolo, ma i severi superiori dell'ordine criticavano tali mode. Il canto polifonico accompagnato da strumenti musicali e organo era quindi una novità quasi rivoluzionaria per l'epoca. Mazak riuscì a combinare il canto tradizionale dell'abbazia con i nuovi elementi dello stile concertante.
Pubblicò tre grandi raccolte di musica sacra, con il titolo Cultus Harmonicus (opus I - III), per un totale di 1.500 pagine di spartiti.

## Opere
- Cultus Harmonicus op. I - Opus Minus (1649) contiene:
  - 13 mottetti per 1 voce e basso continuo
  - 28 mottetti per 2 voci (o 1 voce e uno strumento)
  - 16 mottetti per 3 voci
  - 9 mottetti per 4 voci
  - Vespri e salmi (12 composizioni da 2 a 5 voci)
  - 10 mottetti per 5 voci
- Cultus Harmonicus op. II - Opus Maius (1650) è una raccolta di 91 composizioni per soli, strumenti e orchestre in diverse combinazioni, da 1 a 12 voci e basso continuo.
  - motteti solisti (concerti)
  - quattro messe
  - quattro litanie lauretane
  - sei Surrexit Christus
  - Moteta Parva (piccoli mottetti)
  - Cantilenae de Nativitate Christi Domini, pastorali natalizie con testo per lo più in tedesco
  - mottetti mariani e al Santissimo Nome di Gesù
- Cultus Harmonicus op. III (1653), contiene 31 composizioni in stile concertante.

Nella raccolta dell'archivio del castello di Kroměříž si conservano 5 mottetti manoscritti, inediti nelle raccolte a stampa.
- Beatus Bernardus, per contralto solista con accompagnamento strumentale
- Tota pulchra es, per 4 voci con accompagnamento strumentale
- Si bona, per canto e basso continuo con viole
- Canticum B. Mariae Virginis. Perillustri Dno Joanni Nicolao Reittern
- Laudate Dominum de coelis, per canto solo a quattro voci piene